# Aenigmaphora johndisneyi
Aenigmaphora johndisneyi är en tvåvingeart som beskrevs av Ronald Henry Lambert Disney 1996. Aenigmaphora johndisneyi ingår i släktet Aenigmaphora och familjen puckelflugor. Inga underarter finns listade i Catalogue of Life.